# Jonathan S. Stokes
Jonathan S. Stokes (* 1755- 1831) fue un médico y botánico inglés, contemporáneo y amigo de Linneo hijo.
Trabajó como médico y simultáneamente en sistemática botánica, recolectando y clasificando la flora de las regiones de Kidderminster y de Chesterfield.

## Honores
El género botánico Stokesia fue nombrado en su honor.
- La abreviatura «Stokes» se emplea para indicar a Jonathan S. Stokes como autoridad en la descripción y clasificación científica de los vegetales.[1]